# بروملي-باي-باو (محطة مترو أنفاق لندن)
بروملي-باي-باو (بالإنجليزية: Bromley-by-Bow) هي إحدى محطات مترو أنفاق لندن. تقع على خط ديستريكت وهامرسميث وسيتي أفتتحت في المنطقة (Zone) رقم 2 و3 أفتتحت في 31 مارس 1858، 02 يونيو 1902.